# Judebröd
Judebröd kallas i Sverige det bröd (kakor) som i Nederländerna kallas "joodse boterkoeken" ("judiska smörkex") och judiska kakor (jødekakor, jødekakur, jødekager eller judebröd) i Skandinavien.
När sefardiska judar invandrade från Spanien och Portugal till norra Europa kring 1600- och 1700-talet tog de med sig delar av den iberiska sefardiska kulturen – inklusive sefardisk (judisk) och arabiska (muslimska) kök med deras användning av socker utöver mer vanliga sötningsmedel som honung och olika typer av fruktsirap. 
En del av detta var småkakor gjorda av vispade ägg, mjöl, socker, vaniljsocker, olika kryddor och vegetabilisk olja, (till exempel olivolja) som bas. Karakteristiskt för dessa sefardiske småkakor är också att det är minimalt med vätska i dem. Bland sefardím i Nederländerna blev dessa kakor något förändrade i och med att de bytte ut olja till smör (och senare ofta margarin).